# Barrett XM109
Barrett XM109 (первоначальное обозначение — OSW, англ. Objective Sniper Weapon, «целевое снайперское оружие») — американский самозарядный гранатомёт, созданный компанией Barrett Firearms на основе снайперской винтовки M107. Оружие проектировалось под гранатомётные выстрелы 25×59 мм XM1050 TP и XM1049 HEDP, использующиеся в автоматическом гранатомёте XM307 ACSW. На 2005 год компания Barrett построила десять опытных образцов снайперской винтовки XM109. Путём замены некоторых деталей XM109 может быть получена из M107 (и наоборот).

## В кинематографе
В сериале В поле зрения (4 сезон 6 серия)